# 北萊茵-威斯特法倫州旗
北萊茵-威斯特法倫州旗是北萊茵-威斯特法倫州的旗幟。旗幟為橫三色旗，自上而下為綠白紅三色條紋。這面旗幟在1953年正式啟用。旗幟來自於普魯士兩面省旗——萊茵省（綠白條紋）和威斯特法倫省（白紅條紋）的組合。
| 兩個前普魯士省份的旗幟 |                            |
|                        |                            |
| 萊茵省 （1822–1946）   | 威斯特法倫省 （1815–1946） |

## 外部連結
- 世界旗帜网（FOTW）的North Rhine-Westphalia